# Swany
Swany, parfois orthographié Swanny ou Swannie, est un prénom épicène, c'est-à-dire à la fois féminin et masculin.

## Sens et origine du prénom
- Prénom épicène d'origine anglaise.
- Prénom qui signifie "cygne".
- Variante plus courante : Swanny avec 2 N.
- Il est à noter qu'il existe un rosier Swany[1].

## Prénom de personnes célèbres et fréquence
- Prénom aujourd'hui relativement peu usité aux États-Unis[2].
- Prénom très peu donné en France[3]. Il semble qu'il ait été donné pour la première fois en 1972. Par ailleurs, il a été donné de façon relativement régulière à partir de 1979 et son occurrence varie annuellement entre 0 et 10 selon les années.